# Johann Kaum
Johann Kaum (* 27. November 1895 in Bremen; † 4. Mai 1963) war ein Bremer Politiker (CDU) und Mitglied der Bremischen Bürgerschaft.  

## Biografie
Kaum war als Kaufmann in Bremen tätig.
Er war 1946 Mitgründer der CDU Bremen und von 1946 bis 1947 deren erster Landesvorsitzende; ihm folgte Emil Rex im Amt. Zugleich war er von 1946 bis 1949 Vorsitzender des CDU-Kreisverbandes Bremen-Mitte.
Vom November 1946 bis 1955 war er Mitglied der ersten bis dritten gewählten Bremischen Bürgerschaft und in Deputationen der Bürgerschaft tätig. Er war 1946/47 und 1951/55 Stellvertretender Fraktionsvorsitzender der CDU-Fraktion.